# Karel I. Habsburško-Lotarinški
Karel I. Habsburško-Lotarinški (s polnim imenom Karl Franz Josef Ludwig Hubert Georg Maria von Habsburg-Lothringen), zadnji avstrijski cesar in ogrski kralj (kot Karel IV.), * 17. avgust 1887, Persenbeug, † 1. april 1922, Funchal, Madeira. Po beatifikaciji je postal znan tudi kot blaženi Karel.

## Življenjepis
Karel I. je bil sin Ota Franca Jožefa Habsburško-Lotarinškega in Marije Jožefe Saške. Poročen je bil s Cito Burbonsko-Parmsko, s katero sta imela osem otrok. Kot najstarejši sin in prestolonaslednik je bil leta 1912 rojen Otto Habsburški.
Kot naslednik Franca Jožefa I. je prišel na oblast leta 1916, sredi prve svetovne vojne. Prizadeval si je skleniti mir in reformirati monarhijo v federacijo, za kar pa je bilo takrat že prepozno. 4. oktobra 1918 je cesar Karel I. zaprosil ameriškega predsednika Woodrowa Wilsona za mirovno posredovanje. 16. oktobra je izdal manifest, ki je obljubil preureditev avstrijskega dela monarhije v zvezno državo različnih narodov. 11. novembra 1918 je moral odstopiti z avstrijskega in nato še z ogrsko-hrvaškega prestola. Razpad Avstro-Ogrske novembra 1918 je potekal brez večjega prelivanja krvi tudi po zaslugi Karla I., saj je le-ta energično zavračal vse nanj naslovljene pobude, naj svojo oblast uveljavi z orožjem. Kljub temu se prestolu ni povsem odpovedal in je leta 1921 poskušal še dvakrat osvojiti ogrski kraljevi prestol, zato je bil pregnan na Madeiro.

## Beatifikacija
Rimskokatoliška cerkev časti Karla zaradi dajanja prednosti krščanski veri pri političnih odločitvah in zaradi vidne vloge pri posredovanju za mir tekom vojne, še posebno po letu 1917. Cerkev je mnenja, da je v svoji kratki vladavini izražal katoliški socialni nauk in postavil pravnosocialne temelje, ki so deloma v veljavi še danes.
Maša za beatifikacijo je potekala 3. oktobra 2004. Vodil jo je papež Janez Pavel II., ki je med slovesnostjo dejal:
Odločna naloga kristjanov sestoji iz iskanja, priznavanja in sledenja Božji volji v vseh stvareh. Krščanski državnik, Karel Avstrijski, se je soočal z izzivom sleherni dan. Pred njegovimi očmi se je vojna zdela kot "nekaj strahotnega". Sredi vihre prve svetovne vojne se je zavzemal za napredek pobude miru mojega predhodnika Benedikta XV.

Že od začetka si je cesar Karel predstavljal svojo službo kot sveto strežbo svojemu ljudstvu. Njegova glavna naloga je bila slediti krščanskemu klicu k svetosti pri političnih dejavnostih. Iz teh razlogov so se njegove misli usmerile k socialni pomoči. Naj predstavlja zgled vsem nam, posebno še tistim, ki imamo politične dolžnosti v Evropi tudi danes.
Ves postopek se je začel leta 1954, ko je Nadškofija Dunaj začela zbirati pričevanja o njegovi svetosti. Leta 1972 so ob odprtju njegovega groba zaradi svetniškega postopka ugotovili, da je njegovo truplo nepropadlo. 12. aprila 2003 je bil izdan dekret o herojskih krepostih, s čimer je Karel prejel uradni naziv častitljivi Božji služabnik.
Tudi Karlova žena Cita je uradno v postopku za priznanje svetništva. Škofijski postopek zanjo se je začel 10. decembra 2009 in od takrat ji pripada naziv Božja služabnica. Kot cesarska svetniška zakonca sta se tako Karel in Cita izenačila s svetorimskim cesarjem Henrikom II. Svetim (na Slovenskem znan tudi kot sveti Areh) in njegovo ženo, cesarico Kunigundo Luksemburško (na Slovenskem znano tudi kot sveta Kungota).

### Nedavni mejniki
- 14. april 2003 - Vatikanska Kongregacija za zadeve svetnikov je v navzočnosti Janeza Pavla II. razglasila Karlove herojske kreposti
- 21. december 2003 - Kongregacija je na podlagi treh strokovnih medicinskih mnenj potrdila, da se je čudež leta 1960 zgodil po posredovanju Karla. Čudež, pripisan Karlu, predstavlja znanstveno nerazložljivo ozdravitev brazilske nune, ki je imela oslabljene krčne žile. Ko je molila za njegovo beatifikacijo, je lahko ponovno vstala iz postelje.
- 3. oktober 2004 - Janez Pavel II. je Karla beatificiral. Papež je obenem določil 21. oktober, datum poroke s Cito, za njegov god. Beatifikacija je povzročila tudi spor zaradi napačnega prepričanja, da je Karel odobril Avstro-ogrski armadi uporabo strupenih bojnih plinov, čeprav je bil dejansko prvi in edini svetovni voditelj med vojno, ki je prepovedal njih uporabo.
- 31. januar 2008 - cerkveno sodišče je po 16-ih mesecih raziskav uradno priznalo drugi čudež, ki se pripisuje Karlu, in ki je potreben za kanonizacijo. Ob raku je ženska iz Floride, ki je baptistka, dejala, da je bila ozdravitev čudež.[9]

## Polni uradni naziv
Njegovo cesarsko in kraljevo apostolsko veličanstvo Karel prvi, po milosti Božji cesar Avstrije, apostolski kralj Ogrske, četrti tega imena, kralj Češke, Dalmacije, Hrvaške, Slavonije, Galicije, Lodomerije in Ilirije; kralj Jeruzalema in tako naprej, nadvojvoda Avstrije; veliki vojvoda Toskane in Krakova, vojvoda Lorene in Salzburga, Štajerske, Koroške, Kranjske in Bukovine; veliki knez Translivanije; mejni grof Moravske, vojvoda Zgornje in Spodnje Šlezije, Modene, Parme, Piacenze in Gaustalle, Auschwitza in Zatorja, Tešnija, Furlanije, Dubrovnika in Zadra; pokneženi grof Habsburga, Tirolske, Kyburga, Goriške in Gradiščanske, knez Trenta in Brixna; mejni grof Zgornje in Spodnje Lužice in v Istri; grof Hohenemsa, Feldkircha, Bregenza, Sonnenberga, in tako dalje; gospod Trsta, Kotorja in v Slovenski marki; veliki vojvoda Vojvodine Srbije in tako dalje in tako dalje.

## Otroci
| #  | Ime                     | Rojen             | Umrl              | Opombe |
| -- | ----------------------- | ----------------- | ----------------- | --- |
| 1. | prestolonaslednik Oton  | 20. november 1912 | 4. julij 2011     | poročil 1951 z Regino Saxe-Meiningen in Hildburghausen (rojena 6. januar 1925) in imata sedem otrok. |
| 2. | Nadvojvodinja Adelheid  | 3. januar 1914    | 2. oktober 1971   | |
| 3. | Nadvojvoda Robert       | 8. februar 1915   | 7. februar 1996   | poročil 1953 z Margherito Savoy-Aosta (rojena 7. april 1930) in imata pet otrok. |
| 4. | Nadvojvoda Felix        | 31. maj 1916      | 6. september 2011 | poročil 1952 z Anno-Eugénijo Arenberg (rojena 5. julij 1925, umrla 9. junij 1997) in sta imela sedem otrok. |
| 5. | Nadvojvoda Karel Ludvik | 10. marec, 1918   | 11. december 2007 | poročil 1950 z Yolando Ligneško (rojena 6. maj 1923) in imata štiri otroke. |
| 6. | Nadvojvoda Rudolf       | 5. september 1919 | 15. maj 2010      | poročil 1953 z Xenio Tschernyschev-Besobrasoff (rojena 11. junij 1929, umrla 20. september 1968) in sta imela štiri otroke. Drugič poročil 1971 z Anno Gabrielo Wrede (rojena 11. september 1940) in imata enega otroka. |
| 7. | Nadvojvodinja Charlotte | 1. marec 1921     | 23. julij 1989    | poročila 1956 z Georgom Mecklenburškim (rojen 5. oktober 1899, umrl 6. julij 1963). |
| 8. | Nadvojvodinja Elizabeta | 31. maj 1922      | 7. januar 1993    | poročila 1949 Heinrichom Liechtensteinskim (rojen 5. avgust 1916, umrl 17. april 1991) in sta imela pet otrok. |